# الغواصة الألمانية يو-9 (1935)
غواصة يو-7 غواصة يو بوت ألمانية من الفئة الثانية بي بنيت ل سلاح بحرية ألمانيا النازية كريغسمارينه، في أحواض بناء السفن الألمانية التابع لشركة جرمانيا لبناء السفن في كيل خلال الحرب العالمية الثانية. وضعت عارضة لها في 8 فبراير 1935 في كييل في فناء رقم 543. أطلقت في 30 يوليو 1935 وكلفت في 21 أغسطس.